# Pleuropholis
Pleuropholis  è un genere di pesci ossei estinto, vicino all'origine dei teleostei. Visse tra il Giurassico superiore e il Cretaceo inferiore (Kimmeridgiano - Albiano, circa 155 - 110 milioni di anni fa) e i suoi resti fossili sono stati ritrovati in Europa e in Nordamerica.

## Descrizione
Questo pesce era di piccole dimensioni, e solitamente non raggiungeva i 10 centimetri di lunghezza. Era caratterizzato da una forma slanciata, con testa allungata e muso arrotondato. La bocca era moderatamente profonda e gli occhi erano grandi. La pinna dorsale era molto arretrata, e si trovava praticamente opposta alla pinna anale. Le pinne pelviche erano piccole, mentre le pinne pettorali erano allungate. Le scaglie sul dorso e lungo il ventre erano piccole e di forma pressoché squadrata, mentre sui fianchi erano sorprendentemente lunghe, a forma di asta. Le scaglie possedevano bordi seghettati.

## Classificazione
Descritto per la prima volta nel 1858 da Egerton, Pleuropholis è un genere longevo i cui fossili sono stati ritrovati in varie zone d'Europa e al quale sono state attribuite numerose specie, distribuite in un ampio intervallo stratigrafico. La specie tipo è Pleuropholis crassicauda, i cui fossili sono stati ritrovati nella zona di Durdlestone Bay in Inghilterra, in terreni risalenti al Berriasiano. Altre specie sono P. laevissima (Giurassico superiore di Solnhofen, Germania), P. cinerosorum (del Giurassico superiore del Messico), P. attenuata, P. formosa, P. longicauda (tutte del Cretaceo inferiore inglese), P. serrata (Cretaceo inferiore di Inghilterra e Danimarca), P. germinalis (Barremiano - Aptiano del Belgio) e P. decastroi (Aptiano-Albiano di Pietraroja, Italia).

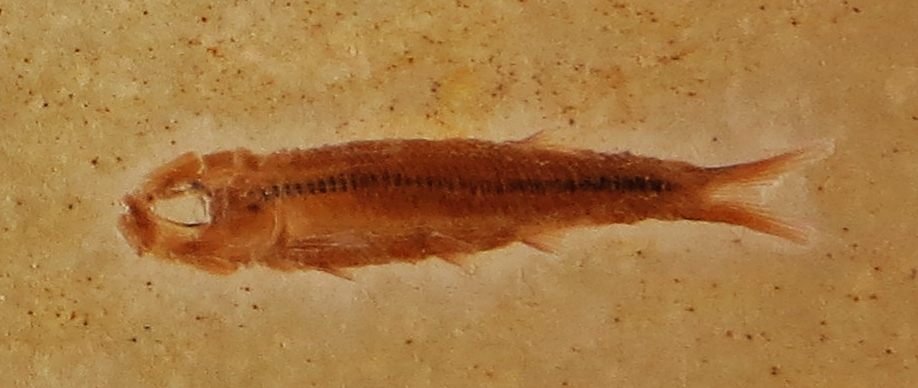
Fossile di Pleuropholis

Pleuropholis è un curioso pesce osseo, solitamente classificato tra i folidoforiformi, principalmente per le caratteristiche del cranio. Le lunghe scaglie dei fianchi, tuttavia, lo fanno assomigliare ad altri pesci ossei arcaici tipici del Triassico, tra cui Pholidopleurus, Peltopleurus e Placopleurus, con i quali non sembrerebbe però essere imparentato. Pleuropholis è considerato vicino all'origine degli odierni teleostei, ma le sue parentele e quelle di altre forme simili (raggruppate nella famiglia Pleuropholidae) non sono ancora ben chiare.

## Paleobiologia
Probabilmente Pleuropholis viveva in acque basse lagunari, salmastre e marine, e si nutriva di piccoli organismi.